# Dorfkirche Kirch Mulsow

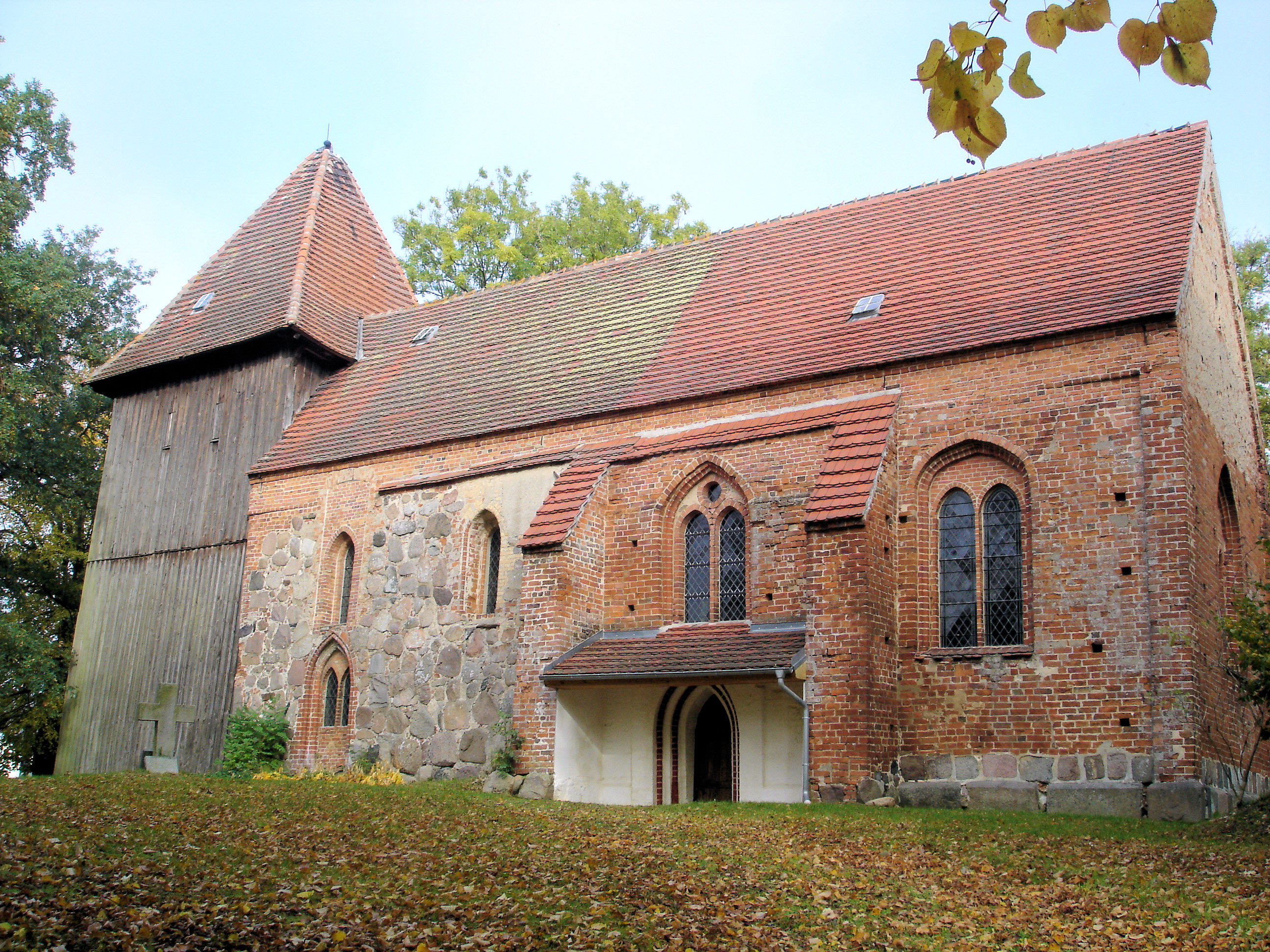
Dorfkirche Kirch Mulsow

Die Evangelisch-Lutherische Dorfkirche Kirch Mulsow ist ein denkmalgeschütztes Kirchengebäude in Kirch Mulsow im Landkreis Rostock (Mecklenburg-Vorpommern). Sie gehört zur Propstei Wismar in der Evangelisch-Lutherischen Kirche in Norddeutschland und wird gemeinsam mit den Kirchengemeinden Alt Bukow und Westenbrügge von dem Pastor der Stadtkirche Neubukow betreut.

## Geschichte und Architektur
Das gestreckte, rechteckige Schiff wurde wohl in der ersten Hälfte des 14. Jahrhunderts in Feldstein errichtet. Der nur wenig breitere Chor und die Sakristei an der Nordseite wurden ebenfalls in dieser Zeit in Backstein gemauert. Der Chor ist außen mit Ecklisenen verziert, die Strebepfeiler wurden nachträglich angebracht. Der Turm aus Holz mit überstehendem Pyramidendach wurde dem Gebäude im 18. Jahrhundert vorgesetzt. Das Gebäude ist durch ein Portal in der Südseite und durch das ursprüngliche Westportal im Turm begehbar. Ein weiteres Portal in der Südseite ist vermauert. Die Giebel des Chores und der Sakristei wurden gleichzeitig mit der Mauerkrone im 18. Jahrhundert erneuert. Die Ostwand ist durch ein dreiteiliges Spitzbogenfenster gegliedert. Die beiden Chorjoche sind mit Kreuzrippengewölben eingewölbt, in das Schiff wurde eine flache Decke eingezogen. Das Schiff und der Chor sind durch einen spitzbogigen Triumphbogen voneinander abgegrenzt. Im Innenraum steht eine umlaufende Empore.

## Ausstattung
- Auf dem gemauerten Altar stehen Figuren einer spätgotischen Kreuzigungsgruppe, die vermutlich in der zweiten Hälfte des 15. Jahrhunderts als Triumphkreuzgruppe geschnitzt wurden.
- Die Orgel von Friedrich Friese III mit sechs Registern auf einem Manual mit angehängtem Pedal ist mit einem neugotischen Prospekt von 1860 ausgestattet.[3]
- Das Gemeindegestühl wurde zu Anfang des 19. Jahrhunderts angefertigt.
- Der Pastorenstuhl wurde um 1700 geschaffen.
- Weiterhin gehören sakrale Gegenstände, wie zwei vergoldete Kelche aus Silber von 1591 und 1611, eine vergoldete Dose aus Silber von 1730, der Krankenkelch, sowie die Patene und die Dose aus Zinn von 1780 zur Ausstattung. Sie wird durch eine Taufschale aus Zinn vom 18. Jahrhundert, drei Leuchter aus Zinn von 1654 und der Mitte des 17. Jahrhunderts und dem Klingelbeutel von 1864 ergänzt.